# History en Español
History en Español es la versión en español de History. Fue lanzado oficialmente en 2004.
History en Español es un canal de televisión de 24 horas dedicado a la audiencia hispana en los Estados Unidos. Presenta una amplia gama de programación en español y se centra en los grandes momentos dramáticos y eventos, así como las figuras más importantes de la historia. El canal transmite tanto historia global como de América Latina.